# Rosamel del Valle
Rosamel del Valle, seudónimo de Moisés Filadelfio Gutiérrez Gutiérrez (Curacaví, 13 de noviembre de 1901 - Santiago de Chile, 22 de septiembre de 1965), fue un poeta vanguardista chileno. Rosamel del Valle está considerado por la crítica como uno de los poetas fundamentales del periodo vanguardista en Chile, junto a Pablo de Rokha, Vicente Huidobro y Pablo Neruda.

## Biografía
De origen campesino, se marchó a Santiago siendo aún menor de edad. Debido al temprano deceso de su padre, en 1918, se vio forzado a dejar sus estudios para mantener a su familia numerosa. Trabajó de obrero linotipista durante un largo periodo.
Publica poemas con diversos seudónimos en diferentes revistas y periódicos hasta que en 1920, saca a la luz su primer libro, Los poemas lunados, en donde adopta su seudónimo tomado del nombre de un romance juvenil: Rosa Amelia del Valle.
Estos primeros textos son de una estética marcadamente modernista y postromántica, muy diferente de la escritura que lo hará reconocido, más ligada al surrealismo y la poesía metafísica. Apenas publicado Los poemas lunados desaparece de las librerías, probablemente por intervención del propio autor, que se sentía insatisfecho por el resultado, influido por los movimientos vanguardistas. El texto incluso es sacado de las listas de "obras del autor" que posteriormente se publicarán.
En 1923 conoce al poeta Humberto Díaz Casanueva, de quien será amigo toda la vida y con el que compartía una estética muy similar.
La escena cultural de Santiago en la que participaba con otros artistas lo lleva a fundar dos revistas de corta duración Ariel y Panorama, las que solo tendrán dos números cada una.
En 1946, luego de trabajar más de dos décadas de linotipista y funcionario de Correos y Telégrafos, partió a Nueva York, gracias a un trabajo que le consiguió Humberto Díaz Casanueva como corrector de pruebas de la oficina de publicaciones de la Organización de Naciones Unidas. Allí conoció a Thérèse Dulac, con quien se casó en 1948.
A fines de 1962 regresó a Chile y se radicó en Santiago hasta su muerte en 1965.

## Obra
Poesía
- Los poemas lunados, 1920.
- Mirador, 1926.
- País blanco y negro, 1929.
- Poesía, 1939.
- Orfeo, 1944.
- El joven olvido, 1949.
- Fuegos y ceremonias, 1952.
- La visión comunicable, 1956.
- El corazón escrito, 1960.
- Adiós enigma tornasol, 1965 (publicación póstuma)

Prosa poética
- El sol es un pájaro cautivo en el reloj, Colección "El viento en la llama", 1963.

Cuento
- Las llaves invisibles, Ediciones Zig-Zag, 1946.

Novelas (publicadas en forma póstuma) 
- Eva y la fuga., Monte Ávila Editores, Caracas, 1970.
- Elina, aroma terrestre, Ediciones Panorama, Quebec, 1983.
- Brígida o el olvido y La radiante Remington, Editorial Cuarto Propio, 2009.

Ensayo
- La violencia creadora. Poesía de Humberto Diaz-Casanueva, Ediciones Panorama, 1959.